# Atsuta-ku
Atsuta (熱田区, -ku) és un dels ku de la ciutat de Nagoya de la Prefectura Aichi, Japó. Atsuta és coneguda per la Capella d'Atsuta. Hi ha les oficines principals de Nippon Sharyo.